# 탕지야오

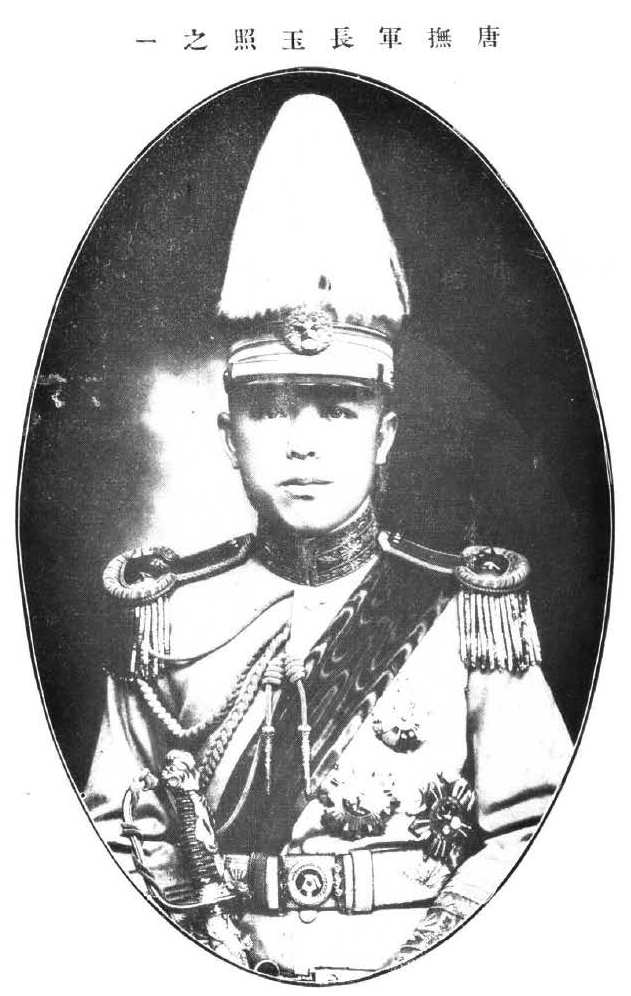

탕지야오(唐繼堯(당계요), 1883년 8월 14일 ~ 1927년 5월 23일)는 전계군벌이라 불리는 중국 운남성의 지역군벌로서 군인이자 정치가다. 일제 강점기 대한민국 임시정부를 지원하여 1968년 건국훈장 대통령장이 추서되었다.

## 생애
- 1883년 8월 14일 중국 운남성 회택현 출생
- 1904년 일본에 유학해 중국동맹회에 가입하고 '무학잡지'와 '윈난잡지'를 창간
- 1908년 일본사관학교를 졸업
- 1909년 귀국해서 1911년 우창기의에 참가, 윈난도독부 군정차장, 참모차장 겸 강무학당 총판을 지내고 육군간부학교 교장이 되었다.
- 1912년 윈난파 북벌군 총사령, 구이저우성 도독 겸 민정장, 개무장군 겸 윈난 순안사 등을 지냈다.
- 1915년 위안스카이가 제제를 요구하자 위안스카이 토벌을 위한 호국군을 조직하였다.
- 1916년 윈난성 독군 겸 성장
- 1917년 정국군 총사령, 광주우 비상국회 원수
- 1918년 광동군정부 정무총재와 8성 연합군 총사령
- 1920년 광둥군정부 교통부장
- 1921년 부하 구핀전(顧品珍)에 의해 축출되었다가 1922년 구핀전을 몰아내고 복귀
- 1924년 건국연합군 총사령관
- 1926년 민치당(民治黨) 조직
- 1927년 부하 쓰전서우(四鎭守)에게 밀려나면서 민치당 해산
- 1927년 5월 사망[1]

## 대한민국 독립운동 지원
- 탕지야오는 대한민국 임시정부 수립 이후부터 지속적으로 한국 독립운동가들과 교류하면서 한국의 독립 운동과 국권 회복을 적극 지지하였다.
- 1924년에는 약 30명의 한국인이 군사훈련을 받을 수 있도록 주선하였고 1925년에는 육군강무당 제19기생과 신규 비행대에 한국인이 입학할 수 있도록 다방면으로 도와 주었다.
- 육군강무당은 탕지야오가 1909년 쿤밍에 설립한 군사학교였으며 이범석을 비롯하여 이준식, 김관오 등의 독립운동가들이 육군강무당 출신이었다.
- 일본은 탕지야오의 대한민국 독립 운동 지원에 지속적인 우려 표명과 한국인 학생들이 육군강무당에서 수학할 수 없도록 방해하였으나 탕지야오는 한국 독립운동가들과 우의를 지켜 한국인 청년들이 군사교육을 받을 수 있도록 지원하였다.[2]